# The Last Shadow Puppets
The Last Shadow Puppets er en supergruppe fra Storbritannien.
Bandet består af Alex Turner (Arctic Monkeys), Miles Kane (The Rascals), James Ford og Zach Dawes.

## Diskografi
- The Age of the Understatement (2008)
- Everything You've Come to Expect (2016)